# Помилка Оноре де Бальзака
«Помилка Оноре де Бальзака» (рос. «Ошибка Оноре де Бальзака») — український радянський художній фільм 1968 року режисера Тимофія Левчука.
Прем'єра фільму в СРСР відбулася в січні 1969 року. Фільм вийшов в прокат в УРСР у 1969 році з українським дубляжем від Кіностудії Довженка. Станом на 2020 український дубляж фільму досі не знайдено та не відновлено.

## Сюжет
Оноре де Бальзак, який вирішив написати книжку про селян, розуміє, що абсолютно нічого не знає про український народ і про свою улюблену польську поміщицю і піддану Російської імперії овдовілу графиню Евеліну Ганську. Тому він збирається до Російської імперії. Близький друг Віктор Гюго натякає йому, що він робить помилку, зв'язуючись із цією жінкою.
Вищий світ імперії бреше про письменника і його стосунки з Ганською, яка довго не може одружитися з Бальзаком. За законами Російської імперії дозвіл на шлюб з іноземним підданим і на вивезення за кордон родового стану може дати тільки сам імператор Микола I.

## У ролях
- Руфіна Ніфонтова —  графиня Евеліна Ганська
- Віктор Хохряков — Оноре де Бальзак
- Володимир Белокуров —  Зарицький
- Степан Бірило —  Госслен, видавець
- Іван Миколайчук —  Левко, кріпак лакей графині Евеліни Ганської
- Ярослав Геляс —  полковник Кароль Ганський
- Раїса Недашківська —  Анна Мнішек
- Георгій Георгіу —  Гальперін, банкір
- Володимир Гайдаров —  генерал Бібіков
- Іван Дмитрієв —  Москаленко
- Ігор Дмитрієв —  Давидов
- Валерія Заклунна —  Марина, кохана Левка
- Михайло Сидоркин —  Шерстіневіч
- Харій Лієпіньш —  Янковський, священник
- Євгенія Опалова —  мати Бальзака
- Ляля Боброва —  циганка
- Олексій Таршин — Конецпольський
- Іван Кононенко-Козельський —  епізод

## Творча група
- Сценарій: Натан Рибак, Олександр Сацький, Леонід Биков
- Режисер: Тимофій Левчук
- Оператор: Володимир Войтенко
- Композитор: Георгій Майборода